# 선수트레이너

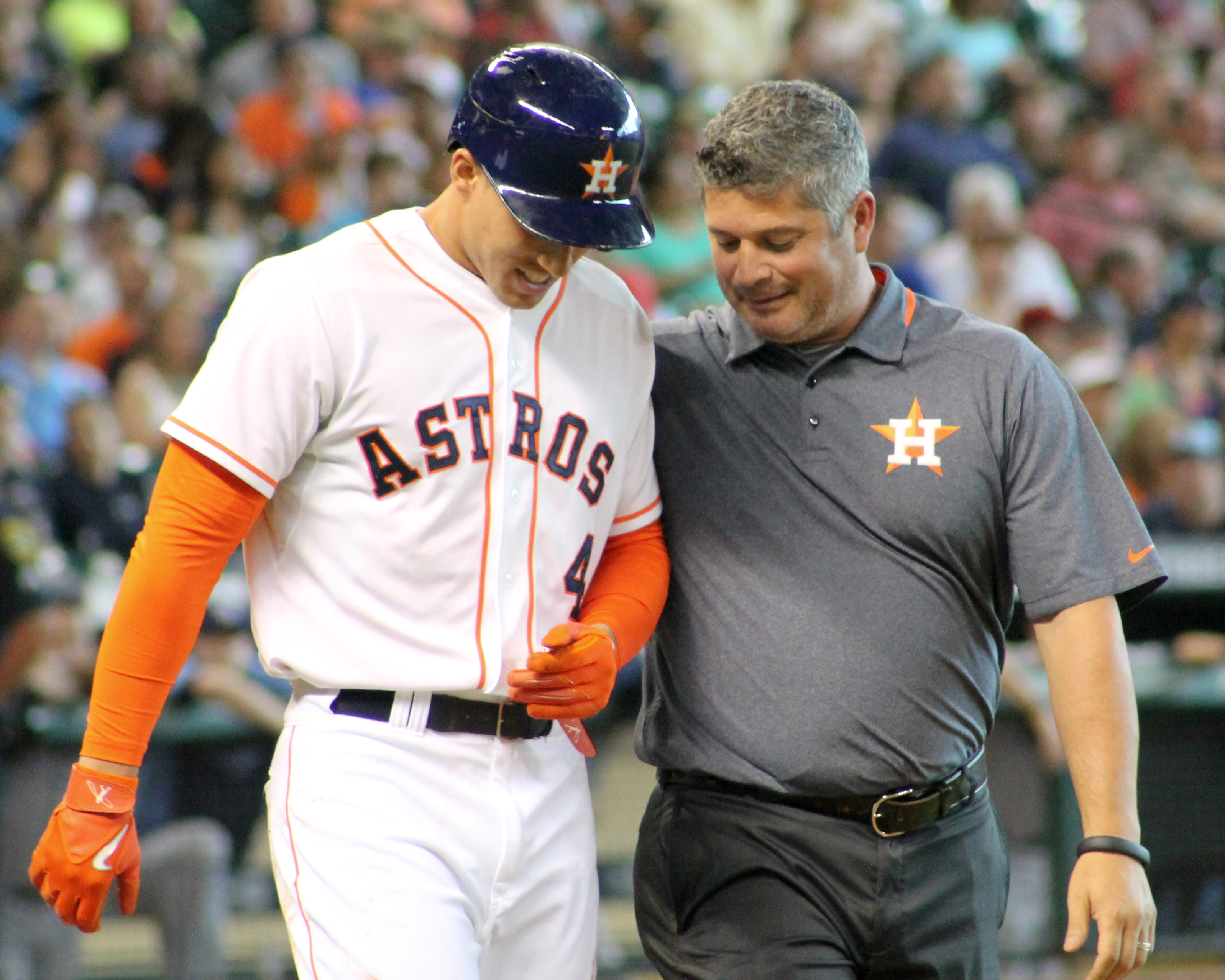

선수트레이너(Athletic trainer)는 스포츠의학을 선수에 직접 적용하는 현장 전문가를 말한다. 축구 경기 등에서 부상 선수 발생시 가방을 들고 필드로 들어가는 스태프 등을 생각하면 되며 한국에서는 의무 트레이너 명칭으로도 불린다. 사(한국선수트레이너협회 와 사)대한선수트레이너협회에서 배출된 선수트레이너 자격을 인정하고 있다.

## 스포츠의학
운동선수 뿐만아니라 활동적인 일반인을 대상으로 운동으로 인한 상해를 예방하고 치료하는 의학의 한 분야를 말한다. 하지만, 최근 그 영역이 경기력 향상 및 전반적인 건강관리까지 확대되고 있다. 또한, 스포츠의학의 적용에 있어서는 다양한 전문 영역이 필요해 항상 팀으로 활동하게 되며, 기본적으로 주치의와 선수트레이너는 필수 구성 요소가 된다.

## 업무
- 상해예방과 위험인자 관리
- 경기력 향상을 위한 체력훈련 및 컨디셔닝훈련 진행
- 안전한 경기 환경의 보장
- 보호 장비의 선택, 설치, 유지
- 영양의 중요성을 설명
- 적절한 의약품 사용
- 상해의 인식과 평가
- 이학적 검사
- 질병과 상해의 이해
- 의학적 관리와 보조역할의 수행
- 질병과 상해의 간접적 관리
- 재활트레이닝

## 교육내용

### 기초영역
- 병태생리학
- 스포츠사회학
- 스포츠영양학
- 운동생리
- 운동역학
- 인체생리학
- 인체해부학

### 선수트레이너 영역
| 항목              | 세 부 내 용                           | 항목                 | 세 부 내 용                 |
| 개념              | 스포츠의학팀 구성                     | 도수요법             | Massage 이론 및 실제        |
| 개념              | 선수트레이너의 직무                   | 도수요법             | Massage 이론 및 실제        |
| 개념              | 스포츠의학 용어                       | 도수요법             | PNF                         |
| 해부학            | 표면 해부학                           | 도수요법             | 관절가동기법                |
| 해부학            | 관절별 기능 해부학                    | 응급처치             | CPR                         |
| 스포츠상해의 예방 | 시즌 전 검사                          | 응급처치             | 응급처치                    |
| 스포츠상해의 예방 | 주기화 훈련프로그램                   | 상해 기전            | 종목별 주요 스포츠상해 환경 |
| 스포츠상해의 예방 | 컨디셔닝 프로그램                     | 상해 기전            | 운동 상해의 생체역학적 이해 |
| 스포츠상해의 예방 | 스포츠 팀 원정                        | 스포츠상해 처치 기초 | 스포츠 상해의 치유과정      |
| 스포츠상해의 예방 | 운동선수와 피로                       | 스포츠상해 처치 기초 | 스포츠 상해의 통증관리      |
| 스포츠상해의 예방 | 특수환경에서의 스포츠                 | 스포츠상해 처치 기초 | 스포츠 상해에 따른 물리치료 |
| 스포츠상해의 예방 | 보조기의 사용                         | 스포츠상해 처치 기초 | 스포츠 현장에서의 테이핑    |
| 선수의 건강 관리  | 선수에 고려되어야 할 심장증상 및 대처 | 스포츠상해와 처치    | 관절별 스포츠상해           |
| 선수의 건강 관리  | 스포츠 상해의 영상진단학              | 스포츠상해와 처치    | 상해의 임상적 치료          |
| 선수의 건강 관리  | 운동선수의 내과질환                   | 스포츠상해와 처치    | 장애인 스포츠와 상해        |
| 선수의 건강 관리  | 운동선수와 약물                       | 상해후재활           | 운동 재활의 원리            |
| 선수의 건강 관리  | 경기력 향상을 위한 영양               | 상해후재활           | 관절별 운동 재활            |
| 선수의 건강 관리  | 선수 상담의 원리 및 실제              | 상해후재활           | 도구를 이용한 운동          |
| 선수의 건강 관리  | 여성선수의 삼징후와 현장관리          | 상해후재활           | Physical Training           |
| 검사              | 기능적 운동검사                       | 상해후재활           | 운동선수의 복귀기준         |
| 검사              | ROM test                              | 현장실습             | 종목별 팀 실습              |
| 검사              | 도수근력검사                          | 현장실습             | 병원 실습                   |
| 검사              | 이학적검사                            | 현장실습             | 선수트레이닝 센터 실습      |